# Герасимович Дарія Миколаївна
Герасимо́вич Да́рія Микола́ївна (1908—1991) — українська піаністка, педагог, доцент Львівської державної консерваторії (тепер — Львівська національна музична академія) ім. М. В. Лисенка. Учениця В. Барвінського і В. Курца.

## Життєпис
В 1920—1928 рр. здобувала музичну освіту у ВМШ ім. М. Лисенка в класі В. Барвінського.
1929 року проходила стажування у школі виконавської майстерності проф. В. Курца при Празькій консерваторії.
1930 року почала педагогічну діяльність на посаді викладача ВМІ ім. М. Лисенка та у Вищій музичній школі ім. Падеревського.
Рівночасно підвищувала кваліфікацію на концертному курсі в класі проф. Е. Штоєрмана і у Вищій музичній школі ім. С. Монюшка.
З 1948 року — старший викладач катедри фортеп'яно, де викладала курс методики і керувала педагогічною практикою піаністів. З 1953 р. вела курс історії піанізму.
В 1957—1958 рр. завідувала відділом загального фортеп'яно. Доцент (1965).
Ініціювала створення Дитячої студії при консерваторії, з 1955 року — її керівник.
Авторка посібника «Методика навчання гри на фортепіано» (К., 1962).